# Stichopus vastus
Stichopus vastus is een zeekomkommer uit de familie Stichopodidae.
De wetenschappelijke naam van de soort werd in 1887 gepubliceerd door Carel Philip Sluiter.